# 拉哈米納
拉哈米納（西班牙語：Lajamina），是巴拿馬的城鎮，位於該國中南部，由洛斯桑托斯省的波克里區負責管轄，面積51.7平方公里，海拔高度137米，2010年人口514，人口密度每平方公里9.9人。